# Лубумбаші
Лубумбаші (фр. Lubumbashi, до 1966 року — Елізабетвіль (Élisabethville (фр.); Elisabethstadⓘ (нід.))) — друге за величиною місто Демократичної республіки Конго, адміністративний центр провінції Катанга (з 1971 по 1997 рік, провінція називалась Шаба). Центр видобутку і виплавки міді. Населення — 1 630 186 (в 1994 було 851 тис.).

## Клімат
Місто знаходиться у зоні, котра характеризується вологим субтропічним кліматом. Найтепліший місяць — жовтень із середньою температурою 23.3 °C (74 °F). Найхолодніший місяць — червень, із середньою температурою 16.1 °С (61 °F).
| Клімат Лубумбаші        | Клімат Лубумбаші | Клімат Лубумбаші | Клімат Лубумбаші | Клімат Лубумбаші | Клімат Лубумбаші | Клімат Лубумбаші | Клімат Лубумбаші | Клімат Лубумбаші | Клімат Лубумбаші | Клімат Лубумбаші | Клімат Лубумбаші | Клімат Лубумбаші | Клімат Лубумбаші |
| Показник                | Січ.             | Лют.             | Бер.             | Квіт.            | Трав.            | Черв.            | Лип.             | Серп.            | Вер.             | Жовт.            | Лист.            | Груд.            | Рік              |
| Абсолютний максимум, °C | 32               | 32               | 33               | 32               | 31               | 30               | 31               | 34               | 37               | 36               | 36               | 33               | 37               |
| Середній максимум, °C   | 27               | 27               | 27               | 27               | 27               | 26               | 26               | 28               | 31               | 32               | 30               | 27               | 28               |
| Середня температура, °C | 21               | 21               | 21               | 20               | 18               | 16               | 16               | 17               | 21               | 23               | 23               | 21               | 20               |
| Середній мінімум, °C    | 16               | 16               | 16               | 13               | 10               | 6                | 6                | 7                | 11               | 14               | 16               | 16               | 12               |
| Абсолютний мінімум, °C  | 10               | 12               | 7                | 5                | 3                | 1                | 0                | 0                | 2                | 7                | 10               | 12               | 0                |
| Норма опадів, мм        | 240              | 260              | 200              | 50               | 0                | 0                | 0                | 0                | 0                | 20               | 160              | 250              | 1220             |
| Днів з дощем            | 9                | 9                | 9                | 4                | 0                | 0                | 0                | 0                | 0                | 2                | 10               | 10               | 25               |
| Вологість повітря, %    | 80               | 82               | 79               | 73               | 68               | 63               | 60               | 50               | 45               | 51               | 71               | 79               | 67               |
| ----------------------- | ---------------- | ---------------- | ---------------- | ---------------- | ---------------- | ---------------- | ---------------- | ---------------- | ---------------- | ---------------- | ---------------- | ---------------- | ---------------- |
| Джерело: Weatherbase    |                  |                  |                  |                  |                  |                  |                  |                  |                  |                  |                  |                  |                  |

## Історія

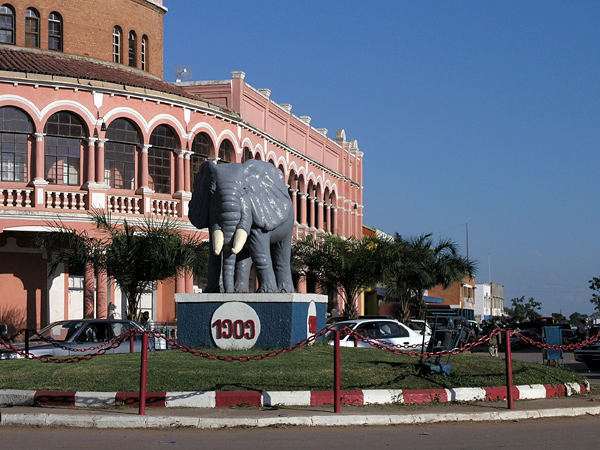
Біля центрального банку

Присутність бельгійських колонізаторів і підприємців (Union Minière du Haut Katanga) в регіоні пов'язане з розробкою покладів міді і будівництвом залізниці з Південної Африки. Залізниця приблизилась до конголезького кордону (зі сторони сьогоднішньої Замбії) в 1908 р, і дійшла до майбутнього міста 27 вересня 1910 р, і до сусідньої шахти «L'Etoile du Congo» («Congo Star», «Зірка Конго»; раніше, Калукулуку (Kalukuluku)) 1 жовтня. Відповідно, 1 вересня 1910 бельгійська колоніальна влада оголосила нове місто, що будувалось в той час на річці Лубумбаші, столицею провінції Катанга. Місто було назване Елізабетвіль, назване на честь Єлизавети Баварської (1876—1965), дружини недавно коронованого бельгійського короля Альберта I. Єлизавета з Альбертом побували в цих краях в 1909 р., лише декілька місяців перед смертю батька Альберта і сходженням Альберта на бельгійський престол.

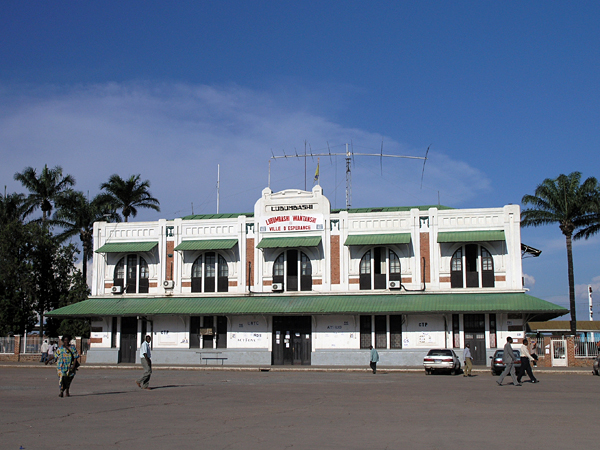
Залізничний вокзал Лумумбаші

Свою теперішню назву, основану на річці, що протікає біля міста, воно отримало в 1966 р., згідно з політикою президента Мобуту про повернення до конголезьких назв. Назва річки, у свою чергу, походить від слова bumba, що означає 'глина' на місцевій мові бемба та інших споріднених мовах.

## Транспорт
Лубумбаші — залізничний вузол (хоча залізничне полотно перебуває в поганому стані). Тут є міжнародний аеропорт.
В місті є університет, Центр з дослідження промислового розвитку Центральної Африки, Центр з вивчення і етнографії африканських мов.
Мідноплавильна, текстильна, хімічна промисловість.